# Alken
Alken (en limburguès Alleke) és un municipi belga de la província de Limburg a la regió de Flandes. Es troba a pocs kilòmetres de Hasselt, a 15 kilòmetres de Tongeren i a 25 kilòmetres de Maastricht.

## Evolució demogràfica des de 1806
Font:INS